# Wallace Spearmon
Wallace Spearmon Jr. (Chicago, 24 dicembre 1984) è un velocista statunitense, due volte medaglia di bronzo mondiale nei 200 metri piani.
Con il tempo di 19"65, ottenuto il 28 settembre 2006 a Taegu, è l'undicesimo atleta più veloce di sempre nei 200 m piani.

## Biografia

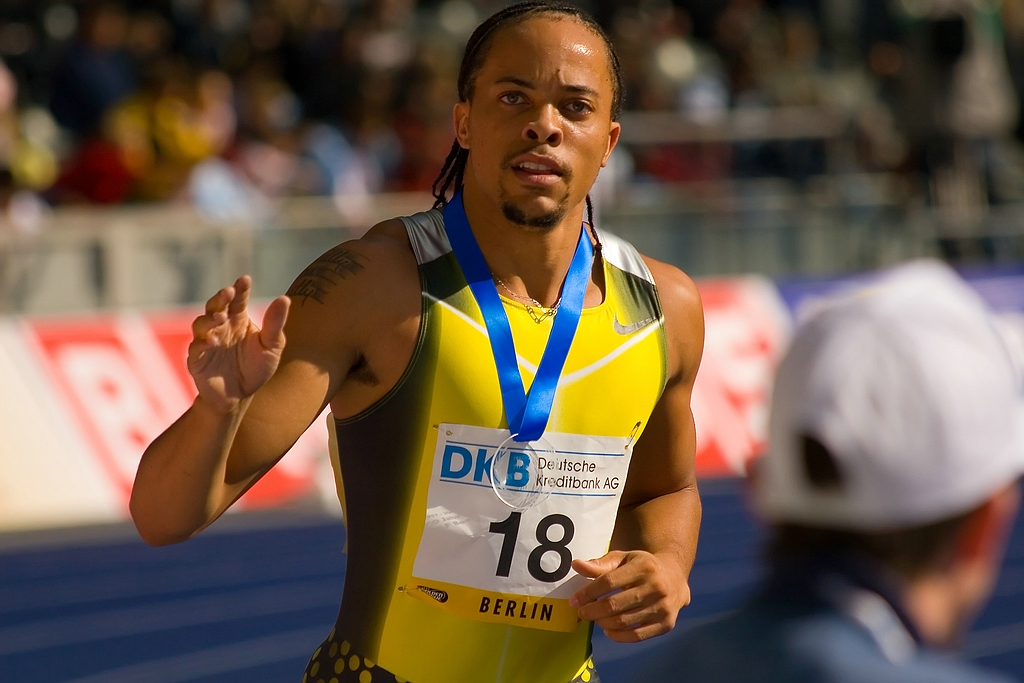
Wallace Spearmon nel 2007

Figlio dell'ex velocista Wallace Spearmon Sr., si è diplomato alla Fayetteville High School, in Arkansas, e ha successivamente frequentato l'Università dell'Arkansas, per la quale ha gareggiato a livello universitario prima di diventare professionista. Vince due titoli nazionali universitari ai campionati outdoor NCAA del 2004 e del 2005, così come a quello indoor del 2005, sempre nella sua specialità, i 200 metri piani.
L'11 agosto del 2005 vince la sua prima medaglia tra i professionisti, conquistando l'argento sui 200 m ai Mondiali di Helsinki. Nel 2006 vince il titolo nazionale assoluto sui 200 m e l'anno dopo ai Mondiali di Osaka ottiene nuovamente il bronzo sui 200 m e l'oro con la staffetta 4×100 metri, composta dallo stesso Spearmon, da Darvis Patton, Tyson Gay e Leroy Dixon.
Ai Giochi olimpici di Pechino viene squalificato per invasione di corsia nella finale dei 200 metri dopo essersi classificato terzo dietro a Usain Bolt e Churandy Martina (successivamente anch'esso squalificato per lo stesso motivo). Nel 2009 ai Mondiali di Berlino vince la medaglia di bronzo sui 200 m giungendo terzo con il tempo di 19"85 alle spalle del panamense Alonso Edward (19"81) e del giamaicano Usain Bolt, che in tale occasione migliora il record mondiale portandolo a 19"19.

## Palmarès

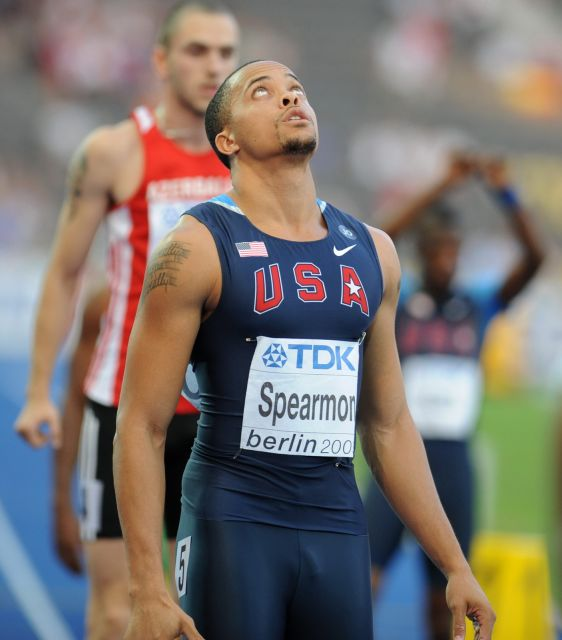
Wallace Spearmon ai Mondiali di

| Anno | Manifestazione      | Sede     | Evento      | Risultato  | Prestazione | Note                                     |
| ---- | ------------------- | -------- | ----------- | ---------- | ----------- | ---------------------------------------- |
| 2005 | Mondiali            | Helsinki | 200 m piani | Argento    | 20"20       |                                          |
| 2006 | Mondiali indoor     | Mosca    | 4×400 m     | Oro        | 3'03"24     |                                          |
| 2007 | Mondiali            | Osaka    | 200 m piani | Bronzo     | 20"05       |                                          |
| 2007 | Mondiali            | Osaka    | 4×100 m     | Oro        | 37"78       | Miglior prestazione mondiale stagionale  |
| 2008 | Giochi olimpici     | Pechino  | 200 m piani | Finale     | dq          |                                          |
| 2009 | Mondiali            | Berlino  | 200 m piani | Bronzo     | 19"85       | Miglior prestazione personale stagionale |
| 2012 | Giochi olimpici     | Londra   | 200 m piani | 4º         | 19"90       | Miglior prestazione personale stagionale |
| 2013 | Mondiali            | Mosca    | 200 m piani | Semifinale | 20"66       |                                          |
| 2014 | World Relays        | Nassau   | 4×200 m     | Finale     | dq          |                                          |
| 2015 | World Relays        | Nassau   | 4×200 m     | Finale     | dq          |                                          |
| 2015 | Giochi panamericani | Toronto  | 200 m piani | 5º         | 20"11       |                                          |
| 2015 | Giochi panamericani | Toronto  | 4×100 m     | Oro        | 38"27       |                                          |

## Campionati nazionali
- 3 volte campione nazionale dei 200 m piani (2006, 2010, 2012)

## Altre competizioni internazionali
2005
- Bronzo alla World Athletics Final ( Monaco), 200 m piani - 20"21

2006
- Argento alla World Athletics Final ( Stoccarda), 200 m piani - 19"88
- Oro in Coppa del mondo ( Atene), 200 m piani - 19"87
- Oro in Coppa del mondo ( Atene), 4×100 m - 37"59

2007
- Argento alla World Athletics Final ( Stoccarda), 200 m piani - 20"18

2009
- Argento alla World Athletics Final ( Salonicco), 200 m piani - 20"21

2010
- Oro in Coppa continentale ( Spalato), 200 m piani - 19"95
- Oro in Coppa continentale ( Spalato), 4×100 m - 38"25
- Vincitore della Diamond League nella specialità dei 200 m piani (13 punti)